# Karangrejo (Karanggayam)
Karangrejo is een bestuurslaag in het regentschap Kebumen van de provincie Midden-Java, Indonesië. Karangrejo telt 1871 inwoners (volkstelling 2010).